# غريتشين بيترز
غريتشين بيترز (بالإنجليزية: Gretchen Peters)‏ هي مغنية ومغنية مؤلفة أمريكية، ولدت في 14 نوفمبر 1957 في برونكسفيل في الولايات المتحدة.

## وصلات خارجية
- الموقع الرسمي
- غريتشين بيترز على موقع IMDb (الإنجليزية)
- غريتشين بيترز على موقع ميوزك برينز (الإنجليزية)
- غريتشين بيترز على موقع أول ميوزيك (الإنجليزية)
- غريتشين بيترز على موقع ديسكوغز (الإنجليزية)